# 清真大祁寺
清真大祁寺是整个甘肃省临夏回族自治州临夏市八坊十三巷的一座清真寺，位于临夏市城北街道大南巷2号（64号）。

## 历史
大祁寺创建于清代。此后又分出毗邻的清真北寺和清真西寺，均属于八坊十二寺。祁寺成为经堂教育的重点场所。1928年春，冯玉祥的西北国民革命军驻河州镇守使赵希聘火烧八坊回民居住区，大祁寺在此时遭焚毁。战乱结束后，大祁寺得到修复。

## 建筑
清真大祁寺已列入临夏市不可移动文物名录。